# BMW B37
La sigla BMW B37 (per esteso B37D15) identifica un motore Diesel sovralimentato prodotto a partire dal 2014 dalla casa automobilistica tedesca BMW.

## Caratteristiche

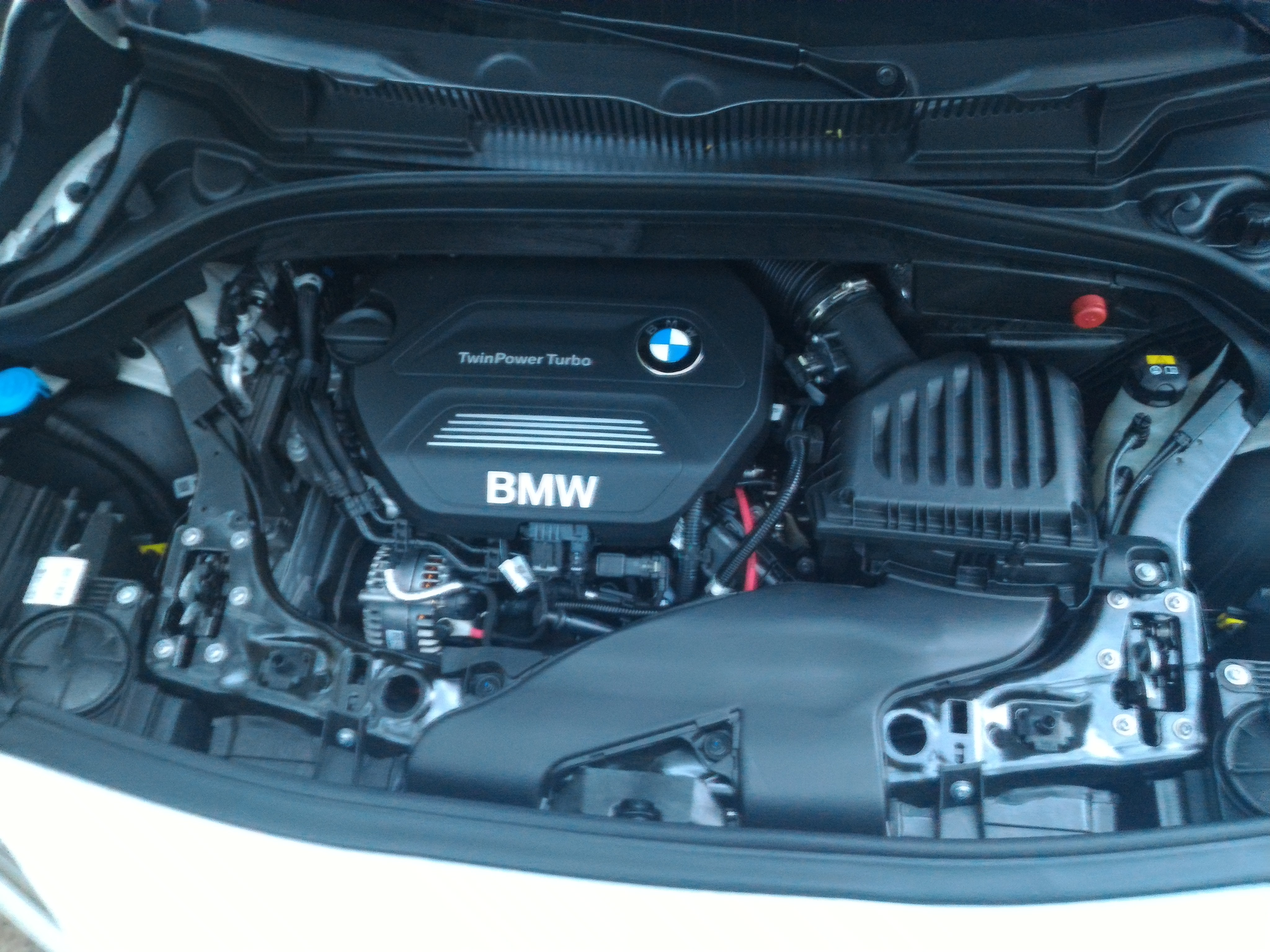
Vista di un motore BMW B37 montato su una BMW 216d Active Tourer del 2016

Si tratta di un motore a 3 cilindri da 1.5 litri, imparentato con la nuova famiglia di motori modulari di casa BMW, composta dal tricilindrico B38, ma anche dai quadricilindrici B48 e B47. Tutte queste nuove motorizzazioni sono accomunate dal fatto di possedere un gran numero di componenti in comune, in modo da abbattere i costi di produzione. 

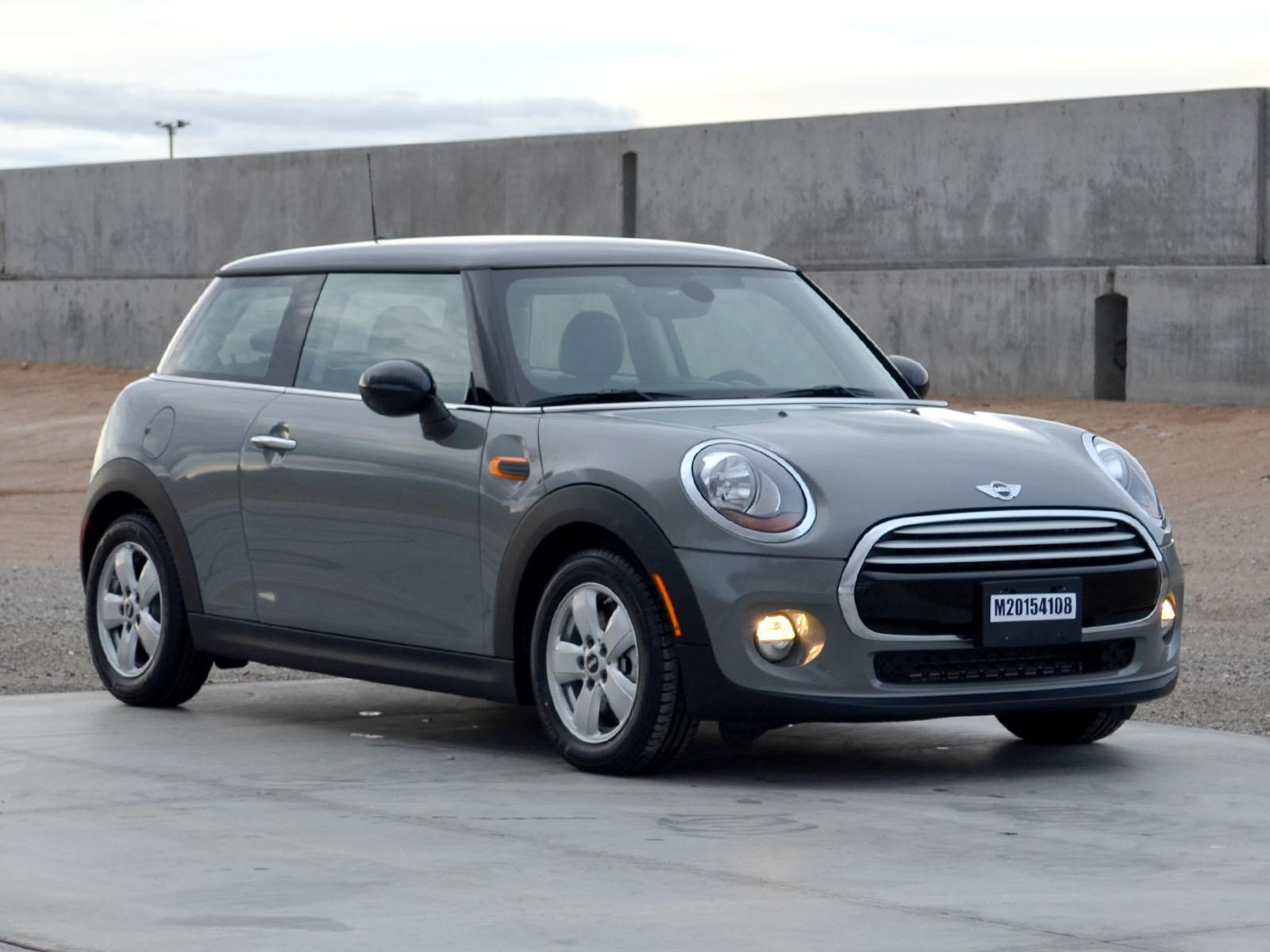
I motori B37 hanno debuttato con la terza generazione della Mini

Ad esempio, il motore B37 condivide con gli altri motori della famiglia ben il 40% dei componenti, un aspetto visibile osservando a esempio che tutti i motori della famiglia, B37 compreso, sono caratterizzati dal fatto di possedere la stessa cilindrata unitaria, pari a 498,8 cm³.

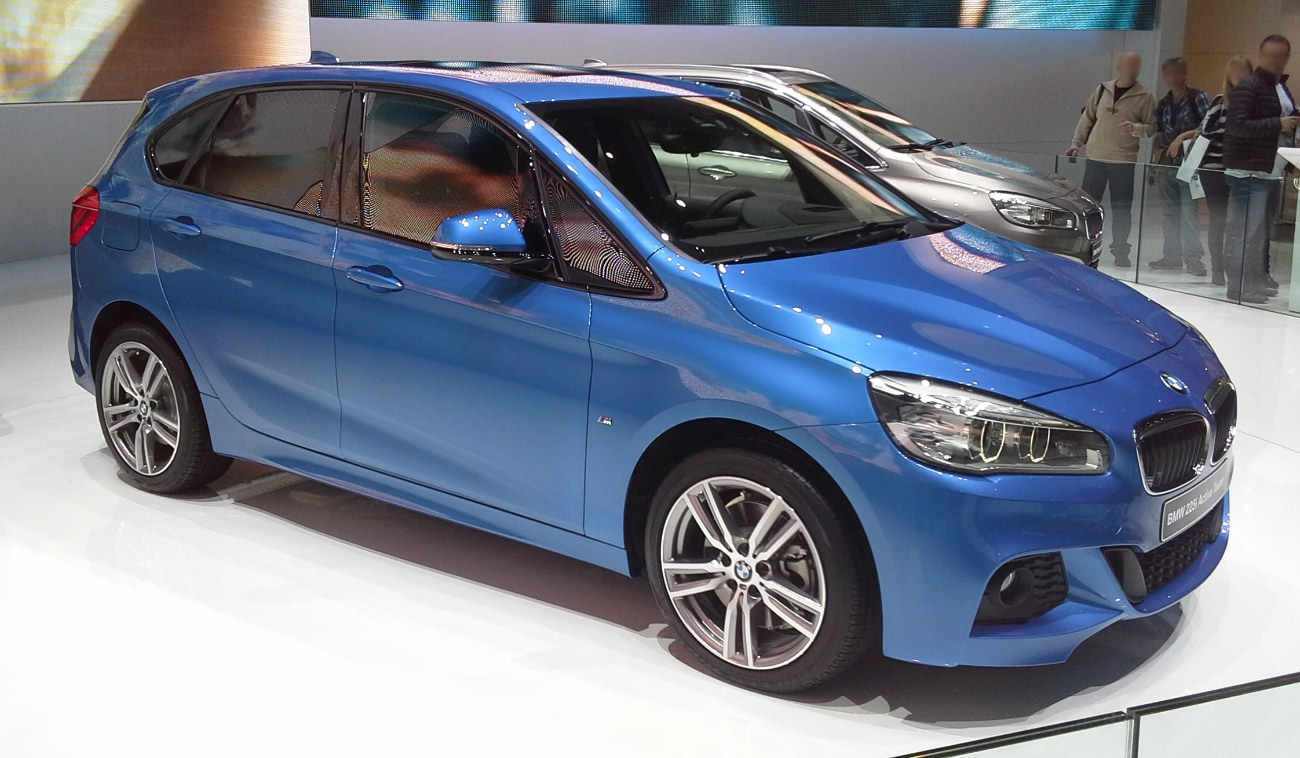
Un'altra delle prime applicazioni del motore B37 è stata sulla BMW 216d Active Tourer

Queste sono le caratteristiche del motore B37:
- architettura a 3 cilindri in linea;
- basamento in lega di alluminio;
- alesaggio e corsa: 84x90 mm;
- cilindrata: 1496 cm³;
- distribuzione a doppio asse a camme in testa;
- testata a 4 valvole per cilindro;
- alimentazione a iniezione diretta common rail;
- sovralimentazione mediante turbocompressore mono-scroll a geometria variabile;
- rapporto di compressione: 16,5:1;
- albero a gomiti su 4 supporti di banco;

Il motore B37 è stato proposto fin dal suo debutto in due varianti di potenza, le cui caratteristiche e applicazioni sono così riassumibili:
| Variante | Potenza CV/rpm | Coppia Nm/rpm  | Applicazioni                               | Anni di produzione |
| -------- | -------------- | -------------- | ------------------------------------------ | ------------------ |
| 1.       | 95/4000        | 220/1750       | Mini One D F56                             | 03/2014-06/2019    |
| 1.       | 95/4000        | 220/1750       | Mini 5p One D                              | 11/2014-06/2019    |
| 1.       | 95/4000        | 220/1750       | BMW 214d Active Tourer F45                 | 03/2015-02/2018    |
| 1.       | 95/4000        | 220/1750       | BMW 214d Gran Tourer F46                   | 07/2015-02/2018    |
| 1.       | 95/4000        | 235/1750       | BMW 114d F20/F21                           | 03/2015-07/2019    |
| 2.       | 116/4000       | 270/ 1750-4000 | BMW 116d F40                               | dal 09/2019        |
| 2.       | 116/4000       | 270/ 1750-4000 | BMW 216d Gran Coupé F44                    | dal 04/2020        |
| 2.       | 116/4000       | 270/ 1750-2250 | Mini Cooper D F56                          | dal 2014           |
| 2.       | 116/4000       | 270/ 1750-2250 | Mini 5p Cooper D                           | 07/2014–06/2019    |
| 2.       | 116/4000       | 270/ 1750-2250 | Mini Clubman Cooper D F56                  | dal 09/2015        |
| 2.       | 116/4000       | 270/ 1750-2250 | Mini Cabrio Cooper D F56                   | 03/2016-06/2019    |
| 2.       | 116/4000       | 270/ 1750-2250 | Mini Countryman Mk2 One D                  | dal 09/2017        |
| 2.       | 116/4000       | 270/ 1750-2250 | BMW 116d / 116d EfficientDynamics F20/F21  | 03/2015-07/2019    |
| 2.       | 116/4000       | 270/ 1750-2250 | BMW 216d Active Tourer/Gran Tourer F45/F46 | dall'11/2014       |
| 2.       | 116/4000       | 270/ 1750-2250 | BMW X1 sDrive16d F48                       | dall'11/2015       |
| 2.       | 116/4000       | 270/ 1750-2250 | BMW X2 sDrive16d                           | dall'11/2018       |